# سليمان ألأسغاروف
سليمان ألأسغاروف - سليمان عيوب أوغلو ألأسغاروف (1924-1999) ملحن أذربيجاني مشهور، فنان الشعب في جمهورية أذربيجان (1974), حائز على جائزة الجمهورية إسمه عزير حجيباكوف (1967), رائس فرع قراباغ لاتحاد الملحنين الأذربيجاني (1972-2000).

## حياته
ولد سليمان ألأسغاروف في 22 فبرايير، عام 1924 في منطقة شوشا لاذربيجان. تخرج من المعهد الموسيقى في عام 1948. توفي سليمان ألأسغاروف في 21 يناير، عام 1999.

## فعاليته
إشتغل سليمان ألأسغاروف كمدير في مدرسة موسيقى باكو باسم عاسف زينلي بين 1949-1965, مدير لفرع في وزارة الثقافة، قائد الاوركسترا العامة لادارة الإذاعة والتلفزيون، مدير وقائد الاوركسترا في مسرح الكوميديا والموسيقي. نوع الاوبريت هي الأولوية في إبداعه.
إشتغل كرائس فرع قراباغ لاتحاد الملحنين الأذربيجانيين منذ عام 1972. 
أوبريته «نجوم» (1948), «ابن متسول لمليونير»(1966), «سوينديك بحث عن فتاة»(1970), «ظهرة الحب», «الحب المضطرب» تلعب في مسرح أذربيجان الموسيقي في الوقت الحاضر.
بالإضافة إلى ذلك، الأوبيرا «بهادور وصونا», عدة من كنتاتا، سيمفونيا «شباب» و «وطن», مغام سيمفونيا «بياطى- شيراز», ما يصل 200 أغنية ورومانسية، وأعماله أخرى يعتبر من لؤلؤة الموسيقى ألأذربيجاني.

## روابط خارجية
- سليمان ألأسغاروف على موقع IMDb (الإنجليزية)